# Kabinet-Chin A Sen I
Het kabinet-Chin A Sen I was een Surinaams kabinet onder leiding van premier Henk Chin A Sen. Hij nam deze plaats in na de staatsgreep van 1980. Aan zijn kabinet namen verschillende leden van de Nationale Militaire Raad deel. Het eerste kabinet regeerde van 15 maart tot 15 augustus 1980 en werd vervangen door het kabinet-Chin A Sen II.

## Samenstelling
Op 1 juni werd Michel van Rey (Leger en Politie) ontslagen en op 20 juni volgden nog enkele kabinetsherschikkingen, waarbij het ministerie voor Planning en Ontwikkelingsbeleid werd opgeheven (Planning werd bij Financiën gevoegd) en Armand Zunder werd ontslagen. André Kamperveen steeg in ambt van onderminister naar minister.
Het kabinet was als volgt samengesteld:
| Ministerie                            | Minister / mutatie                        | Opmerking                 |
| ------------------------------------- | ----------------------------------------- | ------------------------- |
| Algemene Zaken; en Buitenlandse Zaken | Henk Chin A Sen                           | tevens premier            |
| Arbeid en Volkshuisvesting            | Henk Illes                                |                           |
| Binnenlandse Zaken                    | Frank Leeflang                            |                           |
| Economische Zaken                     | Henk Abrahams / Henry Neijhorst           | 20 juni 1980              |
| Financiën & Planning                  | Henry Neijhorst                           | 20 juni 1980              |
| Justitie                              | René Reeder                               |                           |
| Landbouw, Veeteelt en Visserij        | Albert van Dijk                           |                           |
| Leger en Politie                      | Michel van Rey / Edy Ruimveld             | 1 juni 1980               |
| Onderwijs                             | Harold Rusland                            |                           |
| Opbouw                                | Herman Adhin                              |                           |
| Openbare Werken en Verkeer            | Nazier Ataoellah                          |                           |
| Planning en Ontwikkelingsbeleid       | Armand Zunder                             | opgeheven op 20 juni 1980 |
| Sociale Zaken                         | Toekiman Wongsodikromo / André Kamperveen | 20 juni 1980              |
| Volksgezondheid                       | Jack Tjon Tjin Joe                        |                           |

Onderministers:
- Cultuur - Robin Raveles
- Onderwijs (Jeugdzaken) - Nel Stadwijk-Kappel
- Sociale Zaken (Volkshuisvesting) - Siegmien Power-Staphorst
- Sportzaken - André Kamperveen
- Politie - Laurens Neede

## Verloop
In mei 1980 nam het parlement een wet aan die de macht van de regering versterkte ten koste van die van het parlement. Dit werd indertijd noodzakelijk geacht om de problemen in Suriname krachtdadig aan te pakken. Van Rey moest opstappen nadat hij had aangegeven dat de NMR op termijn opgeheven diende te worden, omdat het leger uiteindelijk viel onder zijn verantwoordelijkheid als minister van Leger en Politie en die van Bouterse als bevelhebber. Op 20 juni stapten ook Abrahams, Wongsodikromo en Zunder op.
Na het aftreden van president Johan Ferrier op 13 augustus 1980, nam Chin A Sen ook het presidentschap op zich. Diezelfde maand werd de samenstelling van het kabinet herzien. Zo werd André Haakmat naast vicepremier ook minister van Justitie, Leger en Politie en Buitenlandse Zaken. Mevrouw Siegmien Power-Staphorst werd de eerste vrouwelijke minister van Suriname en wel als minister van Sociale Zaken en Volkshuisvesting. In oktober nam ze echter al ontslag omdat ze onder andere vond dat ze te weinig invloed had op het regeringsbeleid en overal buiten werd gehouden. Later die maand werd ze opgevolgd door Errol Alibux. Op 4 november nam Marcel Chehin ontslag als minister van Financiën en Economische Zaken na een meningsverschil met de NMR waarna Chin A Sen tijdelijk deze portefeuille erbij kreeg.